# Тегеран-43
«Тегера́н-43» (рос. «Тегеран-43»; фр. «Téhéran 43») — художній фільм спільного виробництва СРСР, Франції, Швейцарії та Іспанії 1981 року. У фільмі знялися як радянські зірки, так і актори світового масштабу. Телеверсія стрічки має назву «Замах».
«Тегеран-43» — лідер радянського прокату 1981 року.

## Сюжет

### Перша частина
Стрічка містить дві сюжетні лінії, одна з яких розповідає про підготовку німецькою розвідкою замаху на велику трійку (Сталін, Рузвельт, Черчилль) під час Тегеранської конференції у 1943 році. Паралельно у фільмі йдеться про післявоєнні події, які відбулися в 1970-х роках.
Сюжетні лінії об'єднують головних героїв картини. Це російський розвідник Андрій Бородін (Ігор Костолевський) та француженка російського походження Марі Луні (Наталія Бєлохвостікова).

Андре (Ігор Костолевський) та Марі (Наталія Бєлохвостікова)

Перша серія розпочинається з того, що в 1970-х роках у Франції колишній найманий вбивця Макс Рішар (Армен Джигарханян) розповідає в інтерв'ю журналістам про свою роль у підготовці замаху на лідерів антифашистського блоку в Тегерані 1943 року. Раптом у залі, де проходить прес-конференція, один із присутніх намагається застрелити Макса. Однак Рішар випереджає його та вбиває кілера, після чого швидко залишає приміщення.  Макс живе один, але він зустрічає свою прекрасну молоду сусідку Франсуазу (Клод Жад). Він хоче вразити її і показує їй свої документи та фільми 1943 року.
Інцидентом зацікавилася поліція. Інспектор Фош (Ален Делон), якому доручено вести слідство у цій справі, спілкується з адвокатом Макса Рішара, Легро (Курд Юргенс).
Після допиту цей адвокат летить до Нью-Йорку; там у нього викрадають одну з копій плівки.
Тим часом у Москві до цієї справи залучають колишнього радянського розвідника Андрія Бородіна з тим, щоб він, як один з учасників тих подій, підтвердив чи спростував велике історичне значення плівки та документів, які зберігав Рішар.
У Лондоні Бородін випадково зустрів доньку перекладачки Марі. Коли вони летіли літаком до Парижу, екіпаж та пасажирів захопили терористи. Вони вимагали звільнення Шернера, котрий був організатором проваленого замаху на велику трійку у 1943 році.
Паралельно з цими подіями фільм розповідає про підготовку німцями операції з ліквідації Сталіна, Черчилля та Рузвельта.
Радянському розвіднику Андрію Бородіну доручають місію в Тегерані. У літаку він знайомиться з Марі Луні, яка летить до Тегерану як перекладачка з перської мови разом з Максом Рішаром (замовлений Шернером кілер, який мав убити трьох політиків) та нотаріусом Сімоном (Гліб Стриженов). Макс — поховальний агент, який із Сімоном супроводжує тіло багатого іранця, що заповів поховати себе на батьківщині, у Тегерані. Але для Макса це лише прикриття.
Коли в Тегерані Сімон вирішує розповісти Марі про свої підозри стосовно Макса, його невдовзі знаходять мертвим. Бородін, який живе в тому самому готелі, що й Марі зі своїми супутниками, починає підозрювати у цьому Рішара.

### Друга частина

Жорж Фош (Ален Делон) та Наталі Луні

І знову 1970-ті. Терористи відпускають заручників в обмін на Шернера на прізвисько «Кат». Незважаючи на спроби поліцейських заарештувати злочинців, двом з них вдається втекти в автомобілі з Шернером. Інші дев'ять були застрелені під час спроби втекти.
Люди Ката дізнаються про те, що лишився ще один очевидець тих далеких подій у Тегерані — Марі Луні. Вони намагаються вбити її, однак інспектор Фош перешкоджає цьому і вбиває двох кілерів. Третій двічі стріляє в інспектора, після чого Жорж Фош гине.
Тим часом терористи знаходять Макса. Макс переховувався у молодої жінки, Франсуаз. Але це зраджує його до терористів. Кілеру вдається застрелити кількох людей Шернера, але, стоячи майже за крок від порятунку, він гине.
Андрій Бородін зустрічає у Парижі Марі, вони обідають у кафе. Марі йде подзвонити своїй доньці до телефонної будки, у цей час будку трощить на повній швидкості вантажівка. Вбивця тікає з місця аварії.
Плівку, надану Рішаром, викрадають з банку; документи відбирають в адвоката, погрожуючи йому смертю, якщо той не віддасть записані спогади Макса. Зараз адвокат веде переговори з Франсуазою та Шернером.
Бородін повертається до Радянського Союзу пригніченим і спустошеним.

## У ролях
- Наталія Бєлохвостікова — мадам Марі Луні; мадемуазель Наталі Луні
- Ігор Костолевський — Андрій Бородін, розвідник
- Ален Делон — Жорж Фош, інспектор поліції (озвучував Родіон Нахапетов)
- Курд Юргенс — адвокат Легро
- Клод Жад — Франсуаз (озвучувала Наталя Фатєєва)
- Армен Джигарханян — Макс Рішар
- Альберт Філозов — Шернер
- Микола Гринько — Армолін, шеф Андрія
- Жорж Жере — «Денніс Пю»
- Гліб Стриженов — Симон
- Всеволод Санаєв — господар готелю
- Артем Карапетян — диктор закадрового тексту (перекладач)
- Ігор Клас — офіцер, який проводить огляд
- Георгій Саакян — Сталін
- Маірбек Ціхієв — Черчилль
- Нартай Бегалін — шофер
- Володимир Басов — таксист
- Вацлав Дворжецький — пасажир літака
- Евелін Крафт — лже-секретар
- Майк Маршалл — терорист
- Наталія Наумова — Марі в дитинстві
- Жак Ру — містер Джонсон
- Джесс Хан — терорист
- Баадур Цуладзе — Дерюш, син померлого іранця
- Абессалом Лорія — канатник
- Арутюн Акопян — фотограф Мустафа
- Амаяк Акопян — епізодична роль
- Чеслав Сушкевич — епізодична роль
- Дмитро Матвєєв — епізодична роль

## Знімальна група
- Режисери: Олександр Алов,  Володимир Наумов
- Автор сценарію: О. Алов, В. Наумов, М. Шатров
- Композитори: Жорж Гарваренц, Мойсей Вайнберг
- Пісня «Une vie d'amour»:
  - Музика: Жорж Гарваренц
  - Вірші: Шарль Азнавур
  - Виконує Шарль Азнавур
- Оператор-постановник: Валентин Железняков
- Художники-постановники: Євгеній Черняєв, Володимир Кірс
- Костюми: Лідія Нові
- Звукорежисер: Роланд Казарян
- Диригент: Емін Хачатурян
- Асистент режисера: Н. Терпсіхорова
- Асистент оператора: В. Одінцов
- Монтаж: О. Суразька, Н. Хазова
- Художники-гримери: Т. Крилова, В. Львов
- Комбіновані зйомки:
  - Оператори: Г. Айзенберг, А. Євмінов
  - Художник: Л. Александровська
- Головний консультант: В. М. Чебриков
- Консультант: В. Спольніков
- Редактор: М. Скуйбіна
- Музичний редактор: Р. Лукіна
- Директора: Семен Міндіч, Едуард Волков
- Продюсери: Георгій Чейко, Жан-Філіп Меран, Елоіз Швендіманн

## Музика до стрічки
Неперевершену музику до стрічки «Тегеран-43» написав французький композитор Жорж Гарваренц. Також у фільмі була використана музика Мойсея Вайнберга.
Спеціально до стрічки була написана відома пісня «Une Vie D'Amour» («Вічне кохання»), яку виконав французький шансоньє Шарль Азнавур.
У 1981 році вийшов саундтрек Жоржа Гарваренца, до якого увійшло чотирнадцять музичних композицій та пісня.
| #   | Назва                            | Тривалість |
| --- | -------------------------------- | ---------- |
| 1.  | «Generique (Ouverture)»          | 2:34       |
| 2.  | «Paris, Ma Ville»                | 2:28       |
| 3.  | «Le Complot De Nazis (Scherner)» | 2:38       |
| 4.  | «Les Souvenirs De Marie»         | 2:50       |
| 5.  | «L'Inspecteur Roche Et Nathali»  | 2:23       |
| 6.  | «Cafes De Paris 1943»            | 2:27       |
| 7.  | «Tueur A Gages (Max)»            | 1:58       |
| 8.  | «Premiere Recontre»              | 3:17       |
| 9.  | «Andre Et Marie (Theme d'Amour)» | 1:06       |
| 10. | «L'Inspecteur Roche Et Scherner» | 2:13       |
| 11. | «Marie Face Au Complot»          | 2:57       |
| 12. | «Charmanka (Orgue De Barbarie)»  | 2:31       |
| 13. | «Souvenirs (Theme d'Amour)»      | 2:13       |
| 14. | «Tant De Mots d'Amour...»        | 3:12       |
| 15. | «Une Vie d'Amour (Bonus)»        | 3:28       |

## Історична основа
Фільм заснований на вигаданих подіях радянською пропагандою. Ці події, які начебто мали місце відбутися під час Тегеранської конференції 1943 року. За наказом Гітлера німецька розвідка намагалася здійснити замах на лідерів трьох антифашистських країн. Начальником операції «Довгий стрибок» був Отто Скорцені. Однак місія провалилася завдяки тому, що радянська контррозвідка дізналася про плани фюрера і заарештувала більше 400 німецьких агентів в Тегерані.

## Нагороди
- Головний приз на Всесоюзному кінофестивалі 1981 року (присуджено режисерам стрічки).
- Золотий приз на Московському кінофестивалі 1981 року.
- Приз ТОВ «Батьківщина» (1981).